# Eduard Heinis
Eduard Heinis (* 13. Oktober 1850 in Therwil; † 14. September 1936 in Liestal, reformiert, heimatberechtigt in Therwil) war ein Schweizer Politiker (BAB / SP).

## Leben
Eduard Heinis kam am 13. Oktober 1850 in Therwil als Sohn des Landwirts und Leinenwebers Johann Heinrich Heinis und der Anna Maria geborene Brodbeck zur Welt. Nach dem Besuch der Gewerbeschule in Basel absolvierte Eduard Heinis die Studien der Mathematik und der Naturwissenschaften an den Universitäten Basel, Lausanne und München.
In der Folge unterrichtete er von 1873 bis 1894 an der Bezirksschule Waldenburg, an der er das neue Fach Obstbaumpflege einführte. Danach leitete er von  1897 bis 1922 die kantonale Strafanstalt Liestal. Im Jahr 1930 gründete er die Saatzuchtgenossenschaft beider Basel, der er anschliessend als Präsident vorstand. Zudem amtierte er als Kassier und Vizepräsident des Landwirtschaftlichen Vereins Baselland sowie als Präsident des Kantonalturnvereins Baselland. Eduard Heinis war Mitglied der Freimaurerloge Liestal.
Eduard Heinis heiratete im Jahr 1875 die gebürtige Oberdorferin Louise geborene Walser. Er verstarb am 14. September 1936 einen Monat vor Vollendung seines 86. Lebensjahres in Liestal.

## Politische Laufbahn
Eduard Heinis, Mitglied des Grütlivereins, gehörte im Jahr 1892 neben Stephan Gschwind zu den Mitbegründern des Bauern- und Arbeiterbundes, der aus Sozialdemokraten, christlichsozialen Katholiken und Linksfreisinnigen bestand. 1894 wurde er als erster „roter“ in den Regierungsrat des Kantons Basel-Landschaft gewählt, in dem er bis 1896 vertreten war. Überdies fungierte er 1895 als Mitbegründer der Konsumgenossenschaft Liestal.